# 本庄東高等学校・附属中学校

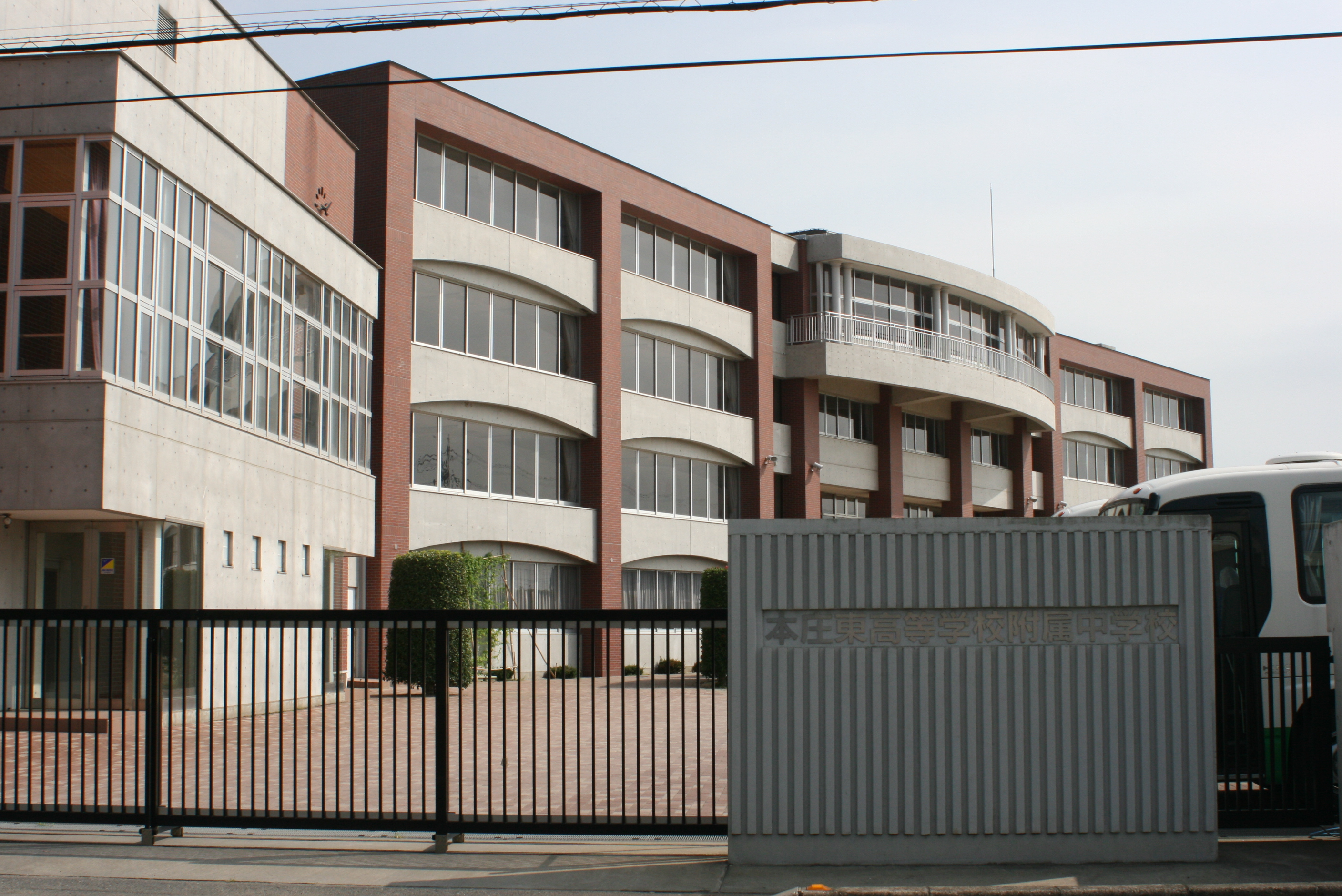
附属中学校

本庄東高等学校・附属中学校（ほんじょうひがしこうとうがっこう・ふぞくちゅうがっこう）は、埼玉県本庄市日の出に所在する私立高等学校・中学校。

## 概要
建学の精神は「人間の尊さを教え、社会に期待される素地を創り、人生に望みと喜びを与える」
市内にある市立本庄東小学校、市立本庄東中学校とは無関係である。

## 歴史
- 1947年2月11日 - 小林徳一郎により本庄女子洋裁学校として創立。2月11日は現在の創立記念日となっている。
- 1950年5月 - 本庄高等実践女学校に校名を変更。
- 1960年 - 学校法人小林学園創立。高等学校に昇格、武蔵野女子高等学校に校名を変更。
- 1961年 - 普通科設置。
- 1964年11月 - 本庄東高等学校に校名を変更。
- 1965年4月 - 共学化。
- 1970年10月 - 軽井沢寮竣工。
- 1984年 - 普通科 I ・普通科 II 設置。
- 1974年12月 - 第2グラウンド21,850m2取得設定。
- 1987年11月 - 第2体育館竣工。
- 1988年 - 附属本庄青葉幼稚園併設。
- 1992年 - 理事長・学校長に小林ヨシ就任。
- 1994年3月 - 商業科廃止。
- 1997年 - 学園創立50周年を迎える。
- 1999年7月 - 第3グラウンド2,013m2取得設定。
- 2000年 - 特進コース・普通科 I コースをスタート。
- 2001年 - コース再編
  - 特進コース
  - プログレッシブ進学コース
  - ジェネラル進学コースをスタート。
- 2004年3月 - 生徒数増加につき7号館（鉄筋3階建）を新築。
- 2006年4月
  - 特進選抜コース設置。
  - 附属中学校開校。
  - 週休二日制を廃止し、土曜の半日授業を再開。
- 2008年 - コース再編
  - 特進選抜コース
  - 特進コース
  - 進学コースの3コースに再編。
- 2009年4月
  - 創立60周年記念校舎8号館完成。
  - 特進一貫コース第1期生高校入学。
- 2012年 - 学園創立65周年を迎える。
- 2014年
  - 学園長に小林ヨシ就任。
  - 理事長・学校長に小林玉枝就任。
- 2016年4月
  - 新6号館完成。
- 2018年8月
  - 理事長・学校長の小林玉枝死去。
- 2018年9月
  - 理事長・学校長に小林弘斉就任。

## 設置コース
本庄東高等学校の設置学科は全て普通科。
- 特進一貫コース（内部進学生のみ所属）
- 特進選抜コース
- 特進コース
- 進学コース

附属中学校の生徒は本庄東高校の特進一貫コースへの進学を原則とする。内部進学者と外部の中学校からの進学者は3年間別クラスとなる。

## 校風
通学カバン（2022年度よりリュック）、セーター（2種、白か紺）、Yシャツ、靴下、ローファー、運動服、上履き等は指定される。またネームプレート（学校に居る時のみ）、校章を制服に着用しなければならない。2019年度より夏季は紺色のポロシャツ着用可能となった。

## 学校行事（高校）
- 4月
  - 入学式
  - 校外研修(1年生) 新潟での親睦を深める1泊2日
- 5月
  - 体育祭
- 6月
  - 芸術鑑賞会(3年生)
- 7月
  - 校長杯争奪校内弁論大会
  - 進学説明会
  - 三者面談
  - オーストラリア語学研修(希望制　応募多数の場合は抽選)
  - サマースクール(1年生)
  - 野球応援
- 8月
  - 夏季補習(希望者 無料)
- 9月
  - 桐車祭(学園祭)
- 10月
  - 進学講演会
  - 芸術鑑賞会(1年生)
- 11月
  - 教育講演会
- 12月
  - 3年生を送る会
  - 京都・奈良校外研修（2年生）　伝統を学ぶための2泊3日
  - オーストラリア終了研修（3年生）　5泊7日
  - 冬季補習(希望者 無料)
- 1月
  - 3年生家庭研修
- 2月
  - 球技大会
- 3月
  - 卒業式

## 交通

### 最寄り駅
- 東日本旅客鉄道（JR東日本）岡部駅から車で約10分。登下校時は無料のバスが利用できる。また、徒歩なら本庄駅から約15分

### スクールバス
スクールバスの主な路線は以下のとおり。
- 寄居駅、森林公園方面
- 岡部便
- 籠原駅方面(附属中のみ)
- 明戸、南河原方面
- 児玉、藤岡方面
- 伊勢崎方面

## その他
- 英単語力向上のために朝のホームルーム時に小テスト（タンゴスタにて）が行われ、英語・数学・国語などの小テストが帰りのホームルーム時に行われる。
- 2年時への進級時に、学業成績を基準とした大幅なクラス分けが行われる（本人の希望も考慮される）。
- 学期の初めに身だしなみ検査が行われる。

## 著名な出身者
- 新井大輝 - ラリードライバー
- 川田信茂 -  元サッカー選手（フジタ / ベルマーレ平塚他 所属）
- 桐敷拓馬 - プロ野球選手（阪神タイガース 所属）
- 春風亭昇輔 - 落語家
- 杉原凜 - 日本テレビアナウンサー
- 矢内理絵子 - 女流棋士